# Марта Кузьма
Марта Кузьма (англ. Marta Kuzma; нар. 21 червня 1964, Пассейк) — американська мистецтвознавиця та кураторка українського походження, ректорка Королівської академії мистецтв у Стокгольмі. У лютому 2016 року було оголошено, що вона стане наступною деканкою Єльської школи мистецтв. Вона буде першою жінкою на цій посаді за усю 152-річну історію школи.

## Життєпис
Марта Кузьма народилася 21 червня 1964 року в Пассейку (штат Нью-Джерсі) в українській родині. Її мати народилася у Західній Україні, виросла в Інсбруку і після війни переїхала до США. Марта виросла в нью-йоркському передмісті Моррістаун. У 1986 році закінчила Барнард-коледж Колумбійського університету в Нью-Йорку зі ступенем бакалавра з історії мистецтва та політекономії. Працювала в таких некомерційних організаціях, як «Азійське суспільство», «Американська федерація мистецтв» і «Міжнародний центр фотографії» в Нью-Йорку. В останньому відповідала за програму міжнародних виставок.
У грудні 1992 року приїхала до Києва, де влітку 1994 стала першою директоркою відкритого «Центру сучасного мистецтва Сороса». Серед знакових проєктів — арт-проєкт «Алхімічна капітуляція» на борту флагмана ВМФ України «Славутич» у Севастополі. У 1997 році «Центр Сороса» очолив Єжи Онух, а Марта Кузьма стала керівницею галерейної програми. У 1999—2001 роках була артдиректоркою організації з підтримки місцевих художників Washington Project for the Arts у Вашингтоні. У 2002 році закінчила Мідлсекський університет у Лондоні зі ступенем магістра з естетики та теорії мистецтва. У 2004 році разом з Массіміліано Джіоні була кураторкою бієнале «Маніфеста 5» у Доностія-Сан-Себастьяні.
У 2005—2013 роках очолювала норвезький фонд Office for Contemporary Art Norway в Осло. Відповідала за Скандинавський павільйон на Венеційській бієнале 2009 року і вела перемовини між Данією і Норвегією, в результаті яких на бієнале була представлена виставка Елмгріна і Драгсета від двох павільйонів. З 2009 року — запрошена професорка в Інституті архітектури у Венеції. Була кураторкою виставки Норвегії на Венеційській бієнале 2011 року разом з Пабло Лафуенте і Пітером Осборном, виставки «documenta 13» у Касселі в 2012 році під керівництвом Каролін Христов-Бакарджієв і виставки Норвегії на Венеційській бієнале 2013 року.
У липні 2014 року призначена ректоркою Королівської академії мистецтв у Стокгольмі. У лютому 2016 року було оголошено, що вона стане наступною деканкою Єльської школи мистецтв.